# Søren Lerby

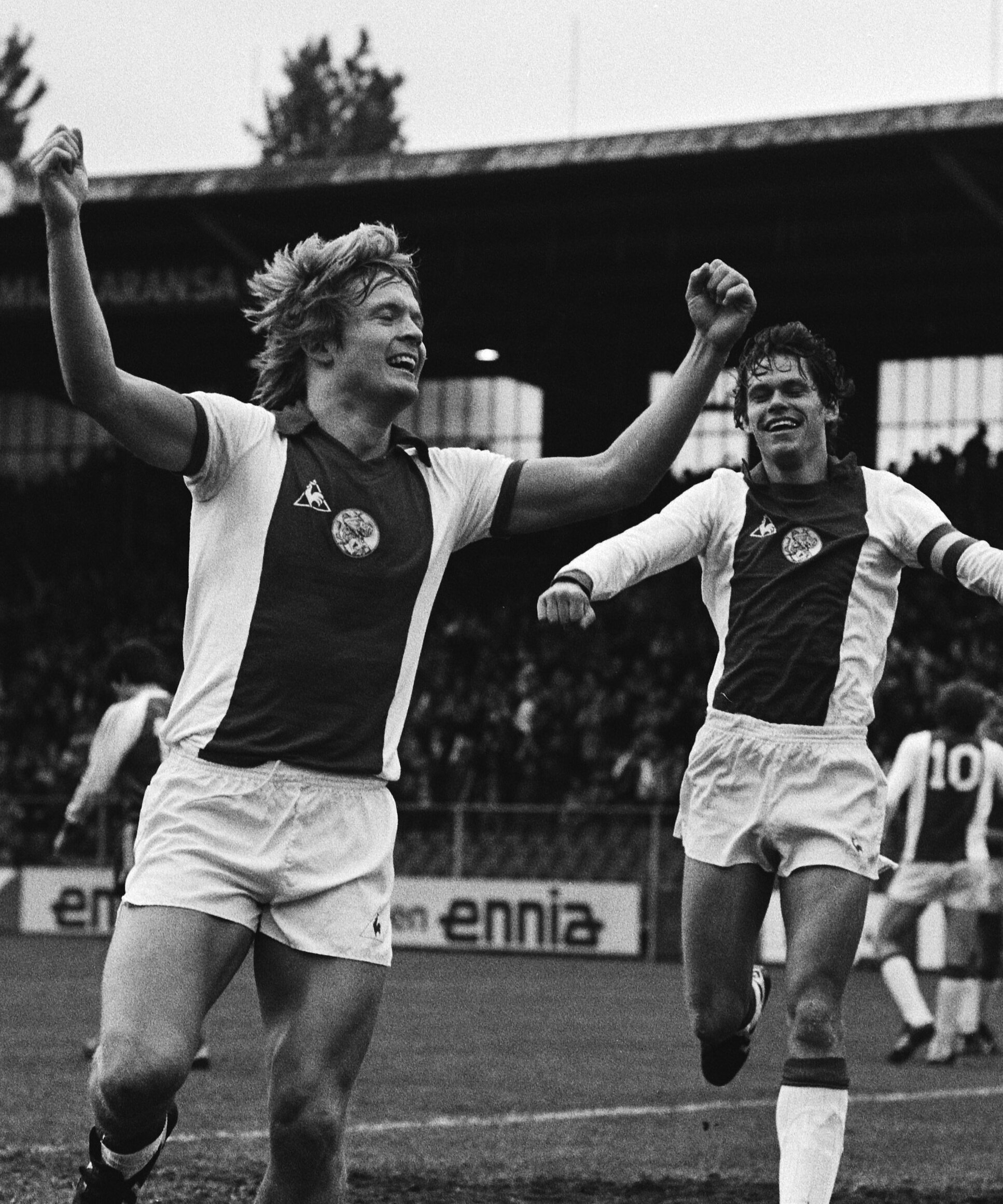
Søren Lerby en teamgenoot Frank Arnesen juichen om een doelpunt tegen PSV (mei 1981)

Søren Lerby (Kopenhagen, 1 februari 1958) is een Deens voormalig profvoetballer. De linksbenige middenvelder kwam uit voor Fremad Amager, AFC Ajax, FC Bayern München, AS Monaco en PSV. Met PSV won hij in 1988 de Europacup I. Lerby kwam tussen 1978 en 1989 67 keer uit voor het Deens voetbalelftal.

## Clubcarrière
Søren Lerby werd geboren in Kopenhagen en begon in die stad zijn voetbalcarrière bij Boldklubben 1903. Via Taastrup IK belandde de middenvelder in de jaren 70 bij Fremad Amager, waar hij een ploegmaat werd van onder meer Frank Arnesen. In november 1975 versierden beide Denen een transfer naar Ajax, Rinus Michels werd hun trainer. Lerby debuteerde op 11 april 1976 tegen Go Ahead Eagles (4-1 thuiszege). Hij groeide in de jaren nadien uit tot de onbetwiste leider van Ajax. Hij werd met Ajax vijf keer kampioen (1977, 1979, 1980, 1982 en 1983), tweemaal tweede (1978, 1981) en eenmaal derde (1976), en speelde vijf bekerfinales met Ajax (1978, 1979, 1980, 1981, 1983), waarvan de twee in 1979 en 1983 werden gewonnen. Ook bereikte Lerby met Ajax begin 1978 de kwartfinales van het Europacup I-toernooi en begin 1980 de halve finales van het Europacup I-toernooi. In dat laatstgenoemde toernooi in het seizoen 1979/80 haalde Ajax een zeer hoog doelsaldo van +23 (31-8). In de zomer van 1981 werd Lerby aanvoerder als opvolger van de naar Valencia vertrokken Arnesen. In de twee seizoenen van het aanvoerderschap van veel scorende aanvallende linkermiddenvelder, aanjager en balheroveraar Lerby (1981/82 en 1982/83) werd Ajax beide keren glansrijk kampioen. In totaal speelde hij 269 wedstrijden voor de club waarin hij 92 keer scoorde. Hiermee was hij vele jaren de buitenlander met de meeste wedstrijden voor Ajax, totdat Lasse Schöne hem in 2019 overtrof.
Na als trainers voorts Tomislav Ivic, Cor Brom, Leo Beenhakker, Aad de Mos, Kurt Linder en opnieuw Aad de Mos te hebben meegemaakt, verkaste Lerby in juli 1983 van Ajax naar Bayern München. Vanaf 1986 kwam hij een seizoen uit voor AS Monaco en in 1987 belandde hij bij PSV. Met die club won de middenvelder in het seizoen 1987/88 de treble, door naast de Europacup I en de beker op overtuigende wijze het landskampioenschap te winnen. Lerby was hierbij een belangrijke schakel. Ook de voormalig Ajacieden Arnesen, Vanenburg, Ronald Koeman en Kieft stonden toen onder contract van PSV. In het seizoen 1988/89 werd Lerby opnieuw met PSV landskampioen. In zijn laatste seizoen 1989/90 moest PSV het landskampioenschap aan zijn oude club Ajax laten.

## Interlandcarrière
Lerby speelde 67 keer voor de nationale ploeg van Denemarken, en scoorde tien keer in de periode 1978-1989. Hij maakte zijn debuut op woensdag 24 mei 1978 in de EK-kwalificatiewedstrijd tegen Ierland in Kopenhagen. Hij bepaalde in dat duel de eindstand op 3-3.
| Interlands van Søren Lerby voor Denemarken | Interlands van Søren Lerby voor Denemarken | Interlands van Søren Lerby voor Denemarken  | Interlands van Søren Lerby voor Denemarken | Interlands van Søren Lerby voor Denemarken | Interlands van Søren Lerby voor Denemarken |
| №                                          | Datum                                      | Wedstrijd                                   | Uitslag                                    | Competitie                                 | Doelpunten                                 |
| Als speler van Ajax                        | Als speler van Ajax                        | Als speler van Ajax                         | Als speler van Ajax                        | Als speler van Ajax                        | Als speler van Ajax                        |
| ------------------------------------------ | ------------------------------------------ | ------------------------------------------- | ------------------------------------------ | ------------------------------------------ | ------------------------------------------ |
| 1                                          | 24-05-1978                                 | Denemarken – Ierland                        | 3 – 3                                      | EK-kwalificatie                            | Goal                                       |
| 2                                          | 31-05-1978                                 | Noorwegen – Denemarken                      | 1 – 2                                      | Nordic Cup                                 |                                            |
| 3                                          | 28-06-1978                                 | IJsland – Denemarken                        | 0 – 0                                      | Oefeninterland                             |                                            |
| 4                                          | 16-08-1978                                 | Denemarken – Zweden                         | 2 – 1                                      | Nordic Cup                                 |                                            |
| 5                                          | 20-09-1978                                 | Denemarken – Engeland                       | 3 – 4                                      | EK-kwalificatie                            |                                            |
| 6                                          | 11-10-1978                                 | Denemarken – Bulgarije                      | 2 – 2                                      | EK-kwalificatie                            | Goal                                       |
| 7                                          | 02-05-1979                                 | Ierland – Denemarken                        | 2 – 0                                      | EK-kwalificatie                            |                                            |
| 8                                          | 09-05-1979                                 | Denemarken – Zweden                         | 2 – 2                                      | Oefeninterland                             | Goal                                       |
| 9                                          | 06-06-1979                                 | Denemarken – Noord-Ierland                  | 4 – 0                                      | EK-kwalificatie                            |                                            |
| 10                                         | 12-09-1979                                 | Engeland – Denemarken                       | 1 – 0                                      | EK-kwalificatie                            |                                            |
| 11                                         | 26-09-1979                                 | Denemarken – Finland                        | 1 – 0                                      | Nordic Cup                                 |                                            |
| 12                                         | 31-10-1979                                 | Bulgarije – Denemarken                      | 3 – 0                                      | EK-kwalificatie                            |                                            |
| 13                                         | 04-06-1980                                 | Denemarken – Noorwegen                      | 3 – 1                                      | Nordic Cup                                 |                                            |
| 14                                         | 27-09-1980                                 | Joegoslavië – Denemarken                    | 2 – 1                                      | WK-kwalificatie                            |                                            |
| 15                                         | 15-10-1980                                 | Denemarken – Griekenland                    | 0 – 1                                      | WK-kwalificatie                            |                                            |
| 16                                         | 01-11-1980                                 | Italië – Denemarken                         | 2 – 0                                      | WK-kwalificatie                            |                                            |
| 17                                         | 19-11-1980                                 | Denemarken – Luxemburg                      | 4 – 0                                      | WK-kwalificatie                            |                                            |
| 18                                         | 01-05-1981                                 | Luxemburg – Denemarken                      | 1 – 2                                      | WK-kwalificatie                            |                                            |
| 19                                         | 03-06-1981                                 | Denemarken – Italië                         | 3 – 1                                      | WK-kwalificatie                            |                                            |
| 20                                         | 09-09-1981                                 | Denemarken – Joegoslavië                    | 1 – 2                                      | WK-kwalificatie                            |                                            |
| 21                                         | 23-09-1981                                 | Denemarken – Noorwegen                      | 2 – 1                                      | Nordic Cup                                 |                                            |
| 22                                         | 14-10-1981                                 | Griekenland – Denemarken                    | 2 – 3                                      | WK-kwalificatie                            | Goal                                       |
| 23                                         | 05-05-1982                                 | Denemarken – Zweden                         | 1 – 1                                      | Nordic Cup                                 |                                            |
| 24                                         | 27-05-1982                                 | Denemarken – België                         | 1 – 0                                      | Oefeninterland                             |                                            |
| 25                                         | 11-08-1982                                 | Denemarken – Finland                        | 3 – 2                                      | Nordic Cup                                 | Goal                                       |
| 26                                         | 22-09-1982                                 | Denemarken – Engeland                       | 2 – 2                                      | EK-kwalificatie                            |                                            |
| 27                                         | 27-10-1982                                 | Denemarken – Tsjecho-Slowakije              | 1 – 3                                      | Oefeninterland                             |                                            |
| 28                                         | 10-11-1982                                 | Luxemburg – Denemarken                      | 1 – 2                                      | EK-kwalificatie                            | Goal                                       |
| 29                                         | 01-06-1983                                 | Denemarken – Hongarije                      | 3 – 1                                      | EK-kwalificatie                            |                                            |
| Als speler van Bayern München              |                                            |                                             |                                            |                                            |                                            |
| 30                                         | 07-09-1983                                 | Denemarken – Frankrijk                      | 3 – 1                                      | Oefeninterland                             |                                            |
| 31                                         | 21-09-1983                                 | Engeland – Denemarken                       | 0 – 1                                      | EK-kwalificatie                            |                                            |
| 32                                         | 26-10-1983                                 | Hongarije – Denemarken                      | 1 – 0                                      | EK-kwalificatie                            |                                            |
| 33                                         | 16-11-1983                                 | Griekenland – Denemarken                    | 0 – 2                                      | EK-kwalificatie                            |                                            |
| 34                                         | 11-04-1984                                 | Spanje – Denemarken                         | 2 – 1                                      | Oefeninterland                             |                                            |
| 35                                         | 16-05-1984                                 | Tsjecho-Slowakije – Denemarken              | 1 – 0                                      | Oefeninterland                             |                                            |
| 36                                         | 06-06-1984                                 | Zweden – Denemarken                         | 0 – 1                                      | Oefeninterland                             |                                            |
| 37                                         | 08-06-1984                                 | Denemarken – Bulgarije                      | 1 – 1                                      | Oefeninterland                             |                                            |
| 38                                         | 12-06-1984                                 | Frankrijk – Denemarken                      | 1 – 0                                      | EK-eindronde                               |                                            |
| 39                                         | 16-06-1984                                 | Denemarken – Joegoslavië                    | 5 – 0                                      | EK-eindronde                               |                                            |
| 40                                         | 19-06-1984                                 | België – Denemarken                         | 2 – 3                                      | EK-eindronde                               |                                            |
| 41                                         | 24-06-1984                                 | Denemarken – Spanje                         | 1 – 1                                      | EK-eindronde                               | Goal                                       |
| 42                                         | 14-11-1984                                 | Denemarken – Ierland                        | 3 – 0                                      | WK-kwalificatie                            | Goal                                       |
| 43                                         | 08-05-1985                                 | Denemarken – Duitse Democratische Republiek | 4 – 1                                      | Oefeninterland                             |                                            |
| 44                                         | 05-06-1985                                 | Denemarken – Sovjet-Unie                    | 4 – 2                                      | WK-kwalificatie                            |                                            |
| 45                                         | 25-09-1985                                 | Sovjet-Unie – Denemarken                    | 1 – 0                                      | WK-kwalificatie                            |                                            |
| 46                                         | 09-10-1985                                 | Denemarken – Zwitserland                    | 0 – 0                                      | WK-kwalificatie                            |                                            |
| 47                                         | 16-10-1985                                 | Noorwegen – Denemarken                      | 1 – 5                                      | WK-kwalificatie                            | Goal                                       |
| 48                                         | 13-11-1985                                 | Ierland – Denemarken                        | 1 – 4                                      | WK-kwalificatie                            |                                            |
| 49                                         | 09-04-1986                                 | Bulgarije – Denemarken                      | 3 – 0                                      | Oefeninterland                             |                                            |
| 50                                         | 13-05-1986                                 | Noorwegen – Denemarken                      | 1 – 0                                      | Oefeninterland                             |                                            |
| 51                                         | 16-05-1986                                 | Denemarken – Polen                          | 1 – 0                                      | Oefeninterland                             |                                            |
| 52                                         | 04-06-1986                                 | Denemarken – Schotland                      | 1 – 0                                      | WK-eindronde                               |                                            |
| 53                                         | 08-06-1986                                 | Denemarken – Uruguay                        | 6 – 1                                      | WK-eindronde                               | Goal                                       |
| 54                                         | 13-06-1986                                 | Denemarken – West-Duitsland                 | 2 – 0                                      | WK-eindronde                               |                                            |
| 55                                         | 18-06-1986                                 | Denemarken – Spanje                         | 1 – 5                                      | WK-eindronde                               |                                            |
| Als speler van AS Monaco                   |                                            |                                             |                                            |                                            |                                            |
| 56                                         | 10-09-1986                                 | Duitse Democratische Republiek – Denemarken | 0 – 1                                      | Oefeninterland                             |                                            |
| 57                                         | 29-10-1986                                 | Denemarken – Finland                        | 1 – 0                                      | EK-kwalificatie                            |                                            |
| 58                                         | 12-11-1986                                 | Tsjecho-Slowakije – Denemarken              | 0 – 0                                      | EK-kwalificatie                            |                                            |
| 59                                         | 29-04-1987                                 | Finland – Denemarken                        | 0 – 1                                      | EK-kwalificatie                            |                                            |
| 60                                         | 03-06-1987                                 | Denemarken – Tsjecho-Slowakije              | 1 – 1                                      | EK-kwalificatie                            |                                            |
| 61                                         | 09-09-1987                                 | Wales – Denemarken                          | 1 – 0                                      | EK-kwalificatie                            |                                            |
| 62                                         | 23-09-1987                                 | West-Duitsland – Denemarken                 | 1 – 0                                      | Oefeninterland                             |                                            |
| Als speler van PSV                         |                                            |                                             |                                            |                                            |                                            |
| 63                                         | 14-10-1987                                 | Denemarken – Wales                          | 1 – 0                                      | EK-kwalificatie                            |                                            |
| 64                                         | 01-06-1988                                 | Denemarken – Tsjecho-Slowakije              | 0 – 1                                      | Oefeninterland                             |                                            |
| 65                                         | 11-06-1988                                 | Denemarken – Spanje                         | 2 – 3                                      | EK-eindronde                               |                                            |
| 66                                         | 14-06-1988                                 | West-Duitsland – Denemarken                 | 2 – 0                                      | EK-eindronde                               |                                            |
| 67                                         | 15-11-1989                                 | Roemenië – Denemarken                       | 3 – 1                                      | WK-kwalificatie                            |                                            |

## Privéleven
Lerby was tussen 1981 en 1996 getrouwd met de Nederlandse zangeres Willeke Alberti. Hij was de stiefvader van haar kinderen Daniëlle Oonk en Johnny de Mol en kreeg samen met haar een zoon. Uit zijn tweede huwelijk heeft hij een zoon en een dochter.
In 1995 zette hij het sportmanagementbureau Essel Sports Management op. Namens dit bedrijf treedt Lerby als zaakwaarnemer op voor onder anderen Wesley Sneijder, Rafael van der Vaart, John Heitinga en Ricardo van Rhijn, maar ook voor Sylvie Meis. Ook de Deen Viktor Fischer, de Fin Niklas Moisander, de Zweed Samuel Armenteros en de Belgen Dries Mertens en Toby Alderweireld staan onder de hoede van Lerby.

## Erelijst
| Competitie     |        |                              |      |      |
| Competitie     | Aantal | Jaren                        |      |      |
| Ajax           | Ajax   | Ajax                         | Ajax | Ajax |
| -------------- | ------ | ---------------------------- | ---- | ---- |
| Eredivisie     | 5x     | 1977, 1979, 1980, 1982, 1983 |      |      |
| KNVB beker     | 2x     | 1979, 1983                   |      |      |
| Bayern München |        |                              |      |      |
| Bundesliga     | 2x     | 1984/85, 1985/86             |      |      |
| DFB-Pokal      | 2x     | 1984, 1986                   |      |      |
| PSV            |        |                              |      |      |
| Internationaal |        |                              |      |      |
| Europacup I    | 1x     | 1987/88                      |      |      |
| Nationaal      |        |                              |      |      |
| Eredivisie     | 3x     | 1986/87, 1987/88, 1988/89    |      |      |
| KNVB beker     | 3x     | 1987/88, 1988/89, 1989/90    |      |      |